# Джове
Джове (італ. Giove) — муніципалітет в Італії, у регіоні Умбрія,  провінція Терні.
Джове розташоване на відстані близько 75 км на північ від Рима, 70 км на південь від Перуджі, 27 км на захід від Терні.
Населення — 1937 осіб (2014).
Щорічний фестиваль відбувається 24 червня. Покровитель — san Giovanni Battista.

## Демографія
Населення за роками:

Станом на 1 січня 2023 року в муніципалітеті офіційно проживало 106 іноземців з 29 країн, серед них 73 громадяни країн Євросоюзу та 2 громадяни України.

## Сусідні муніципалітети
- Амелія
- Аттільяно
- Бассано-ін-Теверина
- Бомарцо
- Орте
- Пенна-ін-Теверина